# ババラヒーム・マシュラブ
ババラヒーム・マシュラブ（ウズベク語: Boborahim Mashrab、ロシア語: Бабарахим Машраб、1657年ナマンガン生 - 1711年バルフ没）はウズベキスタンの作家、詩人、哲学者であり、スーフィーである。彼はアリー・シール・ナヴァーイーやムキーミー、フルカト、アガヒー、ザフキなどとならびウズベキスタン文学を代表する文学者とされている。マシュラブの作品は17世紀後半～18世紀のウズベキスタン文学の発展に大きな影響を残した。

## 概要
マシュラブは1657年（ヒジュラ暦1050年）にナマンガンで生まれたとされるが、他の出典では、1640年にナマンガン近郊の村アンディガン（アンディジャンではない）で生まれた後、家族とともにナマンガンへと移住したともされる。近代のウズベキスタン文学研究者の発表によれば、1653年に生まれたとの説も存在している。しかし、出生日時と場所に大きな隔たりが存在しているにもかかわらず、ウズベキスタン文学研究者や歴史家はその謎を明らかにできないでいる。マシュラブの教師はナマンガンの説法師であったムッラー・ボゾル・オフンドであった。ボゾルの推薦により、1665年にマシュラブはカシュガルのスーフィー・イシャーンであったアファク・ホージャの弟子となった。1672年から1673年にかけて師であるアファクとの思想の相違が表面化すると、マシュラブはカシュガルの地から追放される。1673年以降、マシュラブは約40年間に渡りタシュケントやサマルカンド、バルフ、インドをはじめとする各地を渡り歩いた。中央アジアの各地を渡り歩いたものの、マシュラブは強い敬意を抱いていたナクシュバンディー教団の創設者であるバハーウッディーン・ナクシュバンドの故郷であるブハラを訪問することはできなかった。
聖職者の欺瞞を暴くため、マシュラブは多くの宗教的教義への拒否感を詩で表現し、その中の幾つかの点に関しては疑義を公に表明した。マシュラブは自身の詩の中で、非難を込めて天国、地獄、死後の世界、マッカについて記し、ワイン一杯や1枚の硬貨を得るために意志を売る様子を表現している。このことは、マシュラブが社会統治者や聖職者こそが最大の敵であると考えていたことを表している。1711年（ヒジュラ暦1123年）、マシュラブはバルフの統治者の命により絞首刑に処された。しかし、マシュラブはクンドゥーズで処刑されたという記述が残っている。マシュラブの生涯に関し、作者不詳のマシュラブに関する言説を収録した「擾乱者マシュラブ」が刊行されている。 この書籍にはマシュラブ著作とされる数多くの詩が収録されているが、マシュラブ本人の記述部分と数多くある改竄箇所を区別することは難しいことが多く、中でも著名な「光源」にはジャラール・ウッディーン・ルーミーの句や説話による補完が数多く見られる。マシュラブの伝記には歴史学研究上不明な部分が未だ数多く残っている。
1992年5月23日、彼の出身地であるナマンガン市内にマシュラブ記念博物館とモニュメントが建設された。 
ナマンガンには、マシュラブと名前のついた大通り、公園、映画館、学校が存在している。ナマンガンではマシュラブの著作を読む市民講座も開かれている。

## 創作
マシュラブは自分の故郷を離れ、遠い異国の地で人生の大部分を暮らすことを強いられた。故郷から遠く離れた地で暮らすなか、マシュラブは故郷を思って多くの詩を詠んだ。マシュラブによる詩の構成や装飾的文体は後世のウズベキスタン文学に大きな影響を与えた。「ミラージュ」に代表される彼の詩は中央アジアや東トルキスタン地域で長きに渡り親しまれている。マシュラブの創作した詩は現代のウズベキスタンの詩人に大きな影響を残しており、現代の多くのウズベキスタン歌手は彼の作品を題材にした作品を発表している。
ソビエト連邦時代にはマシュラブの名前をとって付けられた社会・政治風刺雑誌「マシュラブ」が刊行された。この雑誌はウズベキスタンの人々の生活を反映していた。拝金主義に走る官僚や説法師の実態を暴露し、宗教的偏見や野蛮な習慣風俗に悪戦苦闘する為政者を風刺した。女性の対等な権利という点に関してもしばしば言及し、女性の解放、経済的・社会的・文化的活動の増加を求めた。ソビエト連邦時代、「マシュラブ」は数回に渡り出版された（1958年、1960年、1963年、1971年、1979年、1990年）。
タシュケントの著名な演出家マルク・ヴァイルはマシュラブの生涯をモチーフにした演劇を創作した。タシュケントにあるマルク・ヴァイルが創設した劇場、イルホム劇場では「マシュラブの飛行」という演目を上演している。この演目は、各地を放浪したウズベキスタンの詩人マシュラブの生涯を寓話として描いている。